# Sémiotique visuelle
La sémiotique visuelle est une branche de la sémiotique. Elle étudie des objets de signification se manifestant sur le canal visuel, et au premier rang de ceux-ci, l'image, ou, en termes plus techniques, l'icône visuelle. Elle étudie ces phénomènes comme autant de langages. Dans une société des images, il y a certes urgence à ce qu'existe une telle théorie de la communication visuelle. Or, alors que depuis l'Antiquité on a beaucoup spéculé sur le langage, les débuts d'une réflexion scientifique sur l'image ne datent guère que du XVIIIe siècle.

## Naissance de la sémiotique visuelle
À proprement parler, on ne peut parler de sémiotique visuelle, une sémiotique ne se définissant pas par une sensorialité (à ce compte là, il y  aurait une « sémiotique auditive » qui étudierait à la fois la musique et le langage). Mais la sémiotique visuelle a eu pour tâche de se pencher sur des phénomènes qui n'avaient été approchés jusque-là que par la critique d'art ou l'esthétique.
Au début de son existence, dans les années 1960, la sémiotique visuelle a d'ailleurs peiné à se dégager du domaine de la critique et de la spéculation esthétique, même si elle a connu quelques avancées avec la sémiologie graphique.

## Différentes écoles

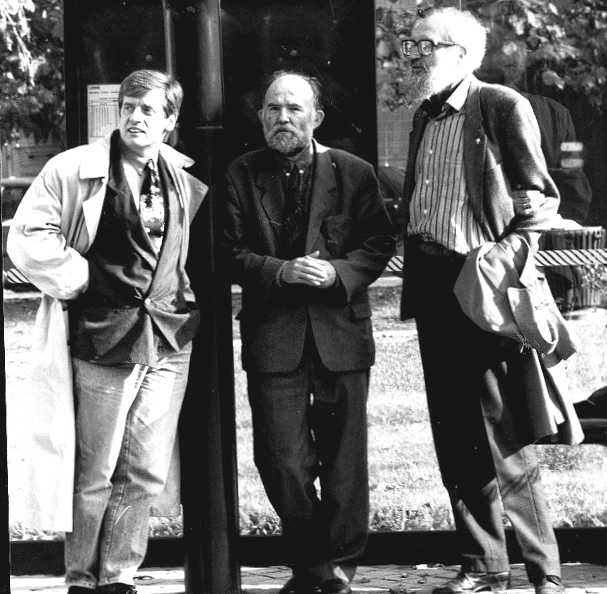
Le Groupe µ à l'époque du Traité du signe visuel; de gauche à droite : J.-M. Klinkenberg, P. Minguet, F. Edeline.

Dans les années 1980, elle s'est développée spectaculairement, avec les travaux de l'école de Montréal (Fernande Saint-Martin), de l'école sémiotique de Paris (Jacques Fontanille) et surtout ceux de l'école de Liège (Groupe µ), ou encore avec les travaux de Göran Sonesson.
La sémiotique visuelle a été particulièrement développée dans les travaux du Groupe µ, et spécialement dans l'ouvrage fondamental qu'est Traité du signe visuel (1992).  Cet ouvrage part des fondements physiologiques de la vision, pour observer comment le sens investit peu à peu les objets visuels. Il distingue d'une part les signes iconiques (ou icônes), qui renvoient aux objets du monde, et les signes plastiques, qui produisent des significations dans ses trois types de manifestation que sont la couleur, la texture et la forme. La description des unités (axe paradigmatique) et des combinaisons (axe syntagmatique) du visuel permet de théoriser une grammaire du visible et de spécifier une rhétorique visuelle au sein de la rhétorique générale développée par le Groupe µ.

## Développement de la discipline
La sémiotique visuelle a donc pu contribuer à aborder de grands thèmes de la sémiotique tout court, comme celui de l'icône, déjà abordé par Umberto Eco, ou celui de la valeur des signes plastiques comme la couleur.
La discipline qu'est la sémiotique visuelle est surtout pratiquée dans les Départements de communication, d'histoire de l'art, de design et d'architecture ; elle est stimulée par l'existence d'une Association internationale de sémiotique visuelle, qui a pour langues officielles le français, l'anglais et l'espagnol, et dont la revue officielle s'intitule Visio. Elle tient régulièrement des congrès mondiaux, mais aussi des congrès régionaux.